# Ringwall Burgloch-Schanze

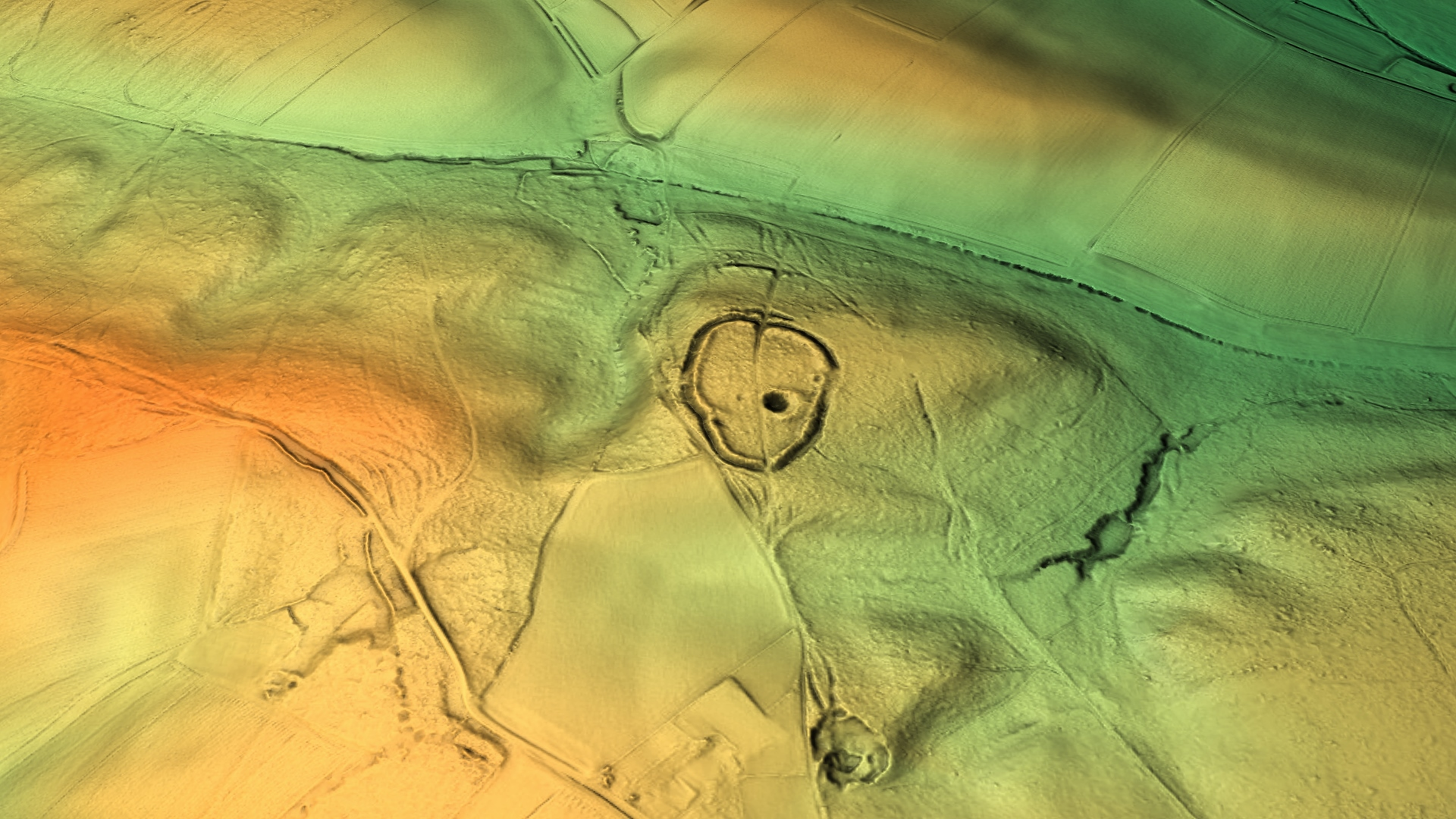
3D-Ansicht des digitalen Geländemodells

Der Ringwall Burgloch-Schanze liegt ca. 700 m südlich von Niederbayerbach, einem Gemeindeteil der niederbayerischen Gemeinde Neufraunhofen im Landkreis Landshut. Die Anlage wird als Bodendenkmal unter der Aktennummer D-2-7639-0001 als „frühmittelalterlicher Ringwall ‚Burgloch-Schanze‘“ geführt.

## Beschreibung
Der ovale Ringwall Burgloch-Schanze liegt oberhalb des Burglocher Grabens. Er erstreckt sich auf einer Länge (in Nord-Süd-Richtung) von 230 m und einer maximalen Breite (in Ost-West-Richtung) von 120 m. Der frühgeschichtliche Ringwall besitzt noch einen umlaufenden Wallgraben. Der Innenraum ist kaum gegliedert; er weist im östlichen Bereich kurz vor dem Ringwall einen 4,50 m tiefen Trichter mit 15 m Durchmesser auf, dieser wird außer im Südwesten von einem Randwall begleitet. Die Umwehrung der Anlage besteht aus einem von innen her bis zu 1 m hohen, an der Krone abgerundeten Ringwall mit einem vorgelegten Graben. Während der von Süden her kommende Durchlass neueren Datums zu sein scheint, ist der im Norden offensichtlich alt. Kurz vor dem Erreichen des Walls senkt sich hier der Weg hohlwegartig ein, durchquert den Wall und Graben und durchstößt dann einen 45 m breiten Riegel, der aus einem weiteren Wall mit davorliegendem Graben und einem zusätzlichen schwach ausgebildeten Außenwall gebildet wird. Der Weg durchquert nach 50 m nach einer erneuten Einsenkung wieder einen Wallriegel, dessen östliches Teilstück einem 1,2 m hohen Grabhügel ähnelt, während im westlichen Teil ein schwach ausgeprägter Wall mit vorgelagertem Graben von 40 m Länge vorhanden ist.